# Daniele Cappellari
Daniele Cappellari (Tolmezzo, 27 marzo 1997) è un biatleta ed ex fondista italiano.

## Biografia
Originario di Forni di Sopra, ha gareggiato nello sci di fondo a livello giovanile. In seguito si è dedicato al biathlon.
In Coppa del Mondo ha esordito il 18 marzo 2018 a Oslo (11º nella staffetta) e ha ottenuto il suo primo podio a Östersund (3º nella staffetta con Lukas Hofer, Thomas Bormolini e Dominik Windisch); ai Mondiali di Lenzerheide 2025, sua prima presenza iridata, si è classificato 57º nella sprint, 55º nell'inseguimento e 5º nella staffetta.

## Palmarès

### Mondiali juniores
- 1 medaglia:
  - 1 bronzo (staffetta a Osrblie 2019)

### Coppa del Mondo
- Miglior piazzamento in classifica generale: 58º nel 2025
- 1 podio (a squadre):
  - 1 terzo posto (a squadre)